# Marcel Serret
Marcel Serret (ur. 25 listopada 1867 w Bléneau, zm. 6 stycznia 1916 w Moosch) – francuski generał.
W 1885 ukończył studia w akademii wojskowej Saint-Cyr. Podczas pierwszej wojny światowej walczył jako dowódca 66. Dywizji Piechoty pod Hartmannswillerkopf. 28 listopada 1915 roku został ciężko ranny w bitwie pod Vieil-Armand w Wogezach. Konieczna była amputacja nogi na poziomie uda. Z powodu postępującej gangreny, mimo zabiegu, zmarł 6 stycznia 1916 roku.